# 実況パワフルメジャーリーグ
『実況パワフルメジャーリーグ』（じっきょうパワフルメジャーリーグ）は、2006年5月11日にコナミデジタルエンタテインメントから発売された野球ゲームソフト。PS2とGCそれぞれの対応ソフトとして発売された。通称：『パワメジャ』。
キャッチコピーは『パワフル度、メジャー級！』。
元来、日本野球機構（NPB）公認野球ゲームソフトとして発売されていた「実況パワフルプロ野球」（パワプロ）シリーズとしては初のメジャーリーグ（MLB）を題材とした作品である（ただし、本作以前にもパワプロのシステムを取り入れたMLB作品として、1996年に『ボトム オブ ザ ナインス 〜メジャーリーグヒーローズ〜』や1998年に発売された『実況アメリカンベースボール』シリーズがある〔いずれもPS用ソフト。同時期に北米で発売された『BOTTOM OF THE 9TH』の日本輸入版に当たる〕）。

## 内容
主な日本人選手として、ニューヨーク・ヤンキースの松井秀喜、シカゴ・ホワイトソックスの野茂英雄、クリーブランド・インディアンスの多田野数人、オークランド・アスレチックスのマック鈴木、テキサス・レンジャーズの大塚晶則、シアトル・マリナーズのイチロー・城島健司、ニューヨーク・メッツの松井稼頭央、セントルイス・カージナルスの田口壮、ミルウォーキー・ブルワーズの大家友和、ロサンゼルス・ドジャースの斎藤隆、コロラド・ロッキーズの藪恵壹等が登場する（所属球団は当時のもの）。
一部の選手（MLBPA〔メジャーリーグ選手会〕所属以外の選手）は名前の使用権等の問題で偽名で表示されたり肌の色が変更されている。偽名選手の場合は最初に「G.」が付き、「G.*****」（例：バリー・ボンズ→G.ゴンザレス）となる。
PS2版では、実況パワフルプロ野球12・12決定版（PS2版）、GC版では、実況パワフルプロ野球12・12決定版（GC版）、パワプロクンポケット8・パワポケダッシュ・パワポケ甲子園で作った選手パスワードも送信することも可能。
コナミ最後のニンテンドーゲームキューブソフトであった。

## 主なモード
対戦
MLB30チームまたは自分で作成したアレンジチームから1チームずつ選び、対戦する（1P対2P、1P対COM、COM対COM）。
サクセス
本作の舞台は、アメリカにある独立リーグ・パラダイスリーグが舞台。プレイヤーはひとりのメジャーリーガーを夢見る野球選手となり、様々な経験を積み重ねメジャー入りを目指す。
シーズン
パワプロシリーズでいうペナントモード。プレイヤーはゼネラルマネージャー（GM）となり、チームを強化しながらリーグチャンピオン、プレイオフ進出、そしてワールドチャンピオンを目指す。試合や練習をすることによって選手が成長していく。また試合の結果に応じて、ポイントを得る事ができる。
リーグ
MLBチーム全30チームやアレンジチームから2チーム〜6チームを自由に組み合わせて、リーグを作って対戦する。
選手カード
選手カードは、顔写真に加え、フルネーム（カナ及び英字表記）、生年月日、愛称、2005年度成績、前所属チームなどといった選手情報が記されている。
アレンジ
MLBチーム全30チームの選手やFA選手・オリジナル選手を好きにアレンジできる。
なお、パワプロシリーズに搭載しているマイライフモードと応援曲作成はMLB版には搭載していない。

## サクセス
本作のサクセスは、パラダイスリーグといわれる、独立リーグが舞台。1年目の4月2週から始めて、2年間でスカウトに認められ、メジャー入りすることが目標。ターン進行は、常に1週間毎である。但し、途中の1月2週から3月3週までスキップする。友情タッグ練習システムも無くなっているが、その代わりにガッツ練習というシステムが導入されている。
サクセスには、「輝け!アメリカンルーキー」と、「見参!サムライチャレンジャー」の、2つのシステムがある。前者は、外国人の選手が育成でき、後者は日本人の選手が育成できる。また、2つのシステムでは、根本的なシステムの違いがあったり（サムライ編の食事システム）、得られる変化球（投手プレイ時）が、多少違ってくる。
それぞれのチームで、ある選手の能力が変わるイベントが用意されている。

## 登場キャラ

### 共通
主人公（パワメジャくん）
主人公。メジャーを目指す独立リーグ1年目の選手。アメリカンルーキー編ではメジャーのトライアウトにずっと不合格になっており、サムライチャレンジャー編ではメジャー入りをかけて単身渡米してくる。
ヤーベン・ディヤンス
セカンドベースマン。パワメジャ版「矢部明雄」。パワプロ10に登場したブルーチキンズの帽子をかぶっていた。
ロディ・ブライト
スターターだが、バッティングにも非凡のセンスを発揮している。車に乗るのが苦手で、特定の条件を除きロードゲームには出場しない。
ロンゴ・ロンゴ
ファーストベースマン。リコと常に行動している。バスを押し返すほどのパワーがあるが正体不明。
リカルド・バレット
スターター。通称リコ。特筆すべき決め球は持たないが自信過剰である。誰かへの復讐を企てているらしいがゲーム中では理由、復讐相手ともに明かされない。
ジゴロ・ブレイクハート
ナルシストのショートストップで、フィルダーとしての能力は並。打球を処理しながらスマイルを決めるのがモットー。メジャーを目指すつもりはないらしい。
マーキー・トンプソン
クローザー。しかし本番に弱く、ランナーを背負うと一気に崩れるのが悩み。学校の教師でもあるらしく、オフシーズンは本職に専念している。
グレン・サンドバーグ
大ベテランのサードベースマンで、通称G・SAN。メジャー復帰を夢見ているが全身ボロボロで全盛期の力はない。
1年目のシーズン途中で解雇されるが、後に全チーム合同キャンプ「サンドストームリーグ」の教官として再登場する。

### チームメイト

#### サンシャイン・パワフルズ
- ジャンガリー・ジャンガル

登録名ジャンガ。スターター。155kmの豪速球とツーシームが売りだが他の変化球を一切投げられない。ノーコンの上気が短い。

#### ワイルド・ゴーレムズ
- バンガノフ・ハマー

強肩強打のキャッチャー。パラダイスリーグのホームラン王であるが送球に難あり。

#### ガーディアン・ナイツ
- マタ・イケイケナ

頭脳派のキャッチャー。自分のミットと会話するクセがある。ナイツで試合に出場するには彼の評価もある程度絡んでくる。

#### ベノム・スネークス
- ウラミオ・バッケイ

スターター。オリジナル変化球「ファントムナックル」を駆使する。
スネークス編ではケガをして「ファントムナックル」が投げられなくなりチームから解雇されてしまうが、「ファントムスネーク」を会得して復活する。

#### ゴージャス・ブラックジャックス
- ヴィクター・ゴールドバーグ

センターフィルダー。全能力に秀でるが特に打撃力に優れている。
ブラックジャックス編では腕を上げていく主人公に焦りを感じ、スナイパーショットという独自の打撃フォームを開発する。またパワプロ13決定版のサクセスではアメリカの高校野球代表選手、サクセススペシャルではワールド高校の生徒として登場する。
- 最凶5人衆

ドルエンオーナーが呼び寄せた選手達である。
サンタ
最凶5人衆のリーダー。ファースト。パワーは200を軽く越し、歴代サクセスキャラでも上位に入るレベル。
スカル
最凶5人衆のサブリーダー。ショート。全てにおいて秀でた能力をもち、守備関連の能力は極めて高い。
マスク
キャッチャー。高い打撃能力とリードが武器。
ピエール
豪速球に加え、高いコントロール、スタミナを誇るスターター。その正体はジャンガの実の兄。
ランターン
セカンド。最凶5人衆の中では地味な能力だが、それでも実力は高い。

### プレジデントカップ

#### 頑張パワフルズ
矢部明雄
主将。能力は「パワプロ10」の初期と同じである為、かなり低い。打順は1番。
福家花男　
パワフルズの主砲。打順は3番。
古葉良己
黄金時代のパワフルズの3番。現在はスタメンから外れている。
館西勉
パワフルズのエース。コントロールと4球種の変化球が武器。

#### 猪狩カイザース
猪狩守
主将。エースであり打順は4番。全盛期の能力であるため、非常に厄介な選手である。
猪狩進
猪狩守の弟。走攻守に優れる捕手。打順は1番。
友沢亮
高い打撃力と守備力をもつ遊撃手。打順は3番。
オリバー・ドリトン
極めて高いパワーをもつ一塁手。打順は5番。

### その他
ブラッド・ヒート
チームの監督。野球を心から愛する熱血漢で、GMと衝突することもある。
ブラックジャックスではドルエンのせいでかなり目立っていない。
ギルバート・メリット
大企業の御曹司でチームのオーナー。ヒート監督とはそりが合わない。イニシャルはG・M。
ゼニー・ドルエン
パラダイスリーグの創立者にしてブラックジャックスのオーナー。
クイーン
ブラックジャックスのGM。何故か仮面をつけている。
マッシブ
ヒート監督が「走塁コーチ」として見つけてきた犬。何かと人を噛もうとしてめったに人に慣れることがないが、パワリンでなつく場合もある。
なぜかロディを警戒する。ブラックジャックスだけ服装が豪華。
ハリー・ミッケル
パラダイスリーグ担当となった新人スカウト。時折チームの視察に訪れる。
主人公がメジャーリーガーになれるかどうかはこの人の評価次第である。
Dr.ナオミ（ナオミ・ダイジョーブ）
チームの非常勤ドクター。関西弁と分厚い眼鏡が特徴。
デリバリー・ピザース
主人公が出入りするレストランの店長。パラダイスリーグの地元ファン。自慢のピザは野良犬も残すほどマズいと不評だがヒート監督は好物にしている。
ジャック・ブアイソン
リーグ選手がひいきにするスポーツ用品店の主。バンダナにサングラスが特徴の強面の巨漢。
Mr.ニコ
裏社会で絶大な力を持つ、正体不明の人物。常に笑いを浮かべているため「ニコ」と呼ばれているらしい。

#### 彼女候補
ケイト・ペーパービュー
地元のローカルテレビのニュースキャスター。パラダイスリーグの取材として必ずゲームに登場する。
続編のパワメジャ2にも登場する。
二階堂桜
ピザースの店でバイトしている、自称「謎の留学生」。料理が得意。
エレイン・フェアフィールド
プレイヤーがホームゲームで活躍するとランダムで出現する女の子。登場時いきなり告白してくる。
正体はMr.ニコの娘であり、溺愛されている。
ラヴィ・グラマラス
バーで出会うことになる謎の美女。滅多にゲームに登場せず、登場したからといって必ず会えるとは限らない。

#### 登場チーム
サンシャイン・パワフルズ
パラダイス・リーグの中で最も弱い球団。
ワイルド・ゴーレムズ
打撃力はリーグ一だが投手力と守備力が劣っている。ブラックジャックスと互角に戦えるのはこの球団だけ。
ガーディアン・ナイツ
守備力が強力な球団。
ベノム・スネークス
投手力が強力な球団。
ゴージャス・ブラックジャックス
パラダイス・リーグで最強の球団。先述のゴーレムズとはライバル球団。
頑張パワフルズ＆猪狩カイザース
サクセス2年目において、リーグ優勝すると、プレジデントカップ「アジア代表チーム」として、渡米遠征して来る。両チームとも「パワプロ10」ではセントラル・リーグ所属。

#### プレジデントカップ
サクセスで自チームがパラダイスリーグ優勝を果たすと、
1. MLBで地区優勝を果たしたチームにワイルドカード2チームを加えた8球団
2. アジア地区代表チーム「頑張パワフルズ」「猪狩カイザース」のどちらか一方
3. 他の独立リーグから2球団
4. プレイヤーのチーム

の計12チームでトーナメント方式のプレジデントカップに出場できる。
プレイヤーは、一回戦と決勝をプレイする。一回戦は2.のチームと、決勝は1.の中から選ばれたチームと対戦する。
ただし、プレジデントカップ前に、MLBから大会前に入団してほしいとの連絡をスカウトを通じて受ける事になる。この時、オファーを断ってプレジデントカップに出場すると敗戦した時点で即ゲームオーバーになる。